# 浦野弥生
浦野弥生（日语：／ Urano Yayoi，1969年3月30日—），神奈川县川崎市出身，日本女子柔道、摔跤运动员。她曾代表日本参加世界摔跤锦标赛，获得六枚金牌和一枚银牌。